# Lučina (rivière)
Pour les articles homonymes, voir Lučina.
La Lučina est un affluent de l'Ostravice, en République tchèque, donc un sous-affluent de l'Oder.

## Hydrographie
La Lučina prend sa source à Dobratice au sud du camp Amerika sur le versant nord de la Prašivá (843 m) dans les Beskides de Moravie-Silésie, et s'écoule d'abord en direction du nord-nord-ouest vers le lac de retenue du barrage de Žermanice (mis en service en 1962) à Havířov. Dans le cadre de la construction de cet ouvrage, les autorités tchèques firent creuser un canal latéral à la Morávka, le canal de Morávka à Žermanice, qui rattrape à Vojkovice la Lučina naturelle avec un débit bien supérieur. En aval de la ville de Havířov, la rivière forme de nombreux méandres et bifurque vers l'ouest, parallèlement à la voie ferrée desservant Ostrava. À hauteur des usines sidérurgiques Nová huť, la vallée bifurque de nouveau, cette fois en direction du nord-ouest pour se jeter à 25 km en aval dans l’Ostravice au pied du château de Schlesisch-Ostrau.

## Hydronymie
Le nom moderne de Lučina apparaît en 1956, avec la construction du village de Lučina, qui est une conséquence de la mise en service du barrage de Žermanice. Auparavant, la Lucina désignait la rivière en aval de la ville de  Šenov ; en amont, son nom était Ribia ou Ribnia, et de Domaslavice à Bludovice, on l'appelait Holzina ou Holczina.

## Affluents
- Šprochůvka (rive droite)
- canal de Morávka à Žermanice (gauche), Vojkovice
- Tošanůvka (rive droite)
- Řepník (gauche), au lac de retenue de Žermanice
- Říčky (rive droite), à Žermanice
- Sušanka (rive droite), Havířov
- Venclůvka bzw. Dolní Datyňka (gauche), en face de Šenov
- Datyňka ou Horní Datyňka (gauche), en aval de Šenov

## Source
- (de) Cet article est partiellement ou en totalité issu de l’article de Wikipédia en allemand intitulé « Lučina (Fluss) » (voir la liste des auteurs).